# Chalara brefeldii
Chalara brefeldii är en svampart som beskrevs av Lindau 1906. Chalara brefeldii ingår i släktet Chalara, divisionen sporsäcksvampar och riket svampar.   Inga underarter finns listade i Catalogue of Life.